# Art Ross Trophy

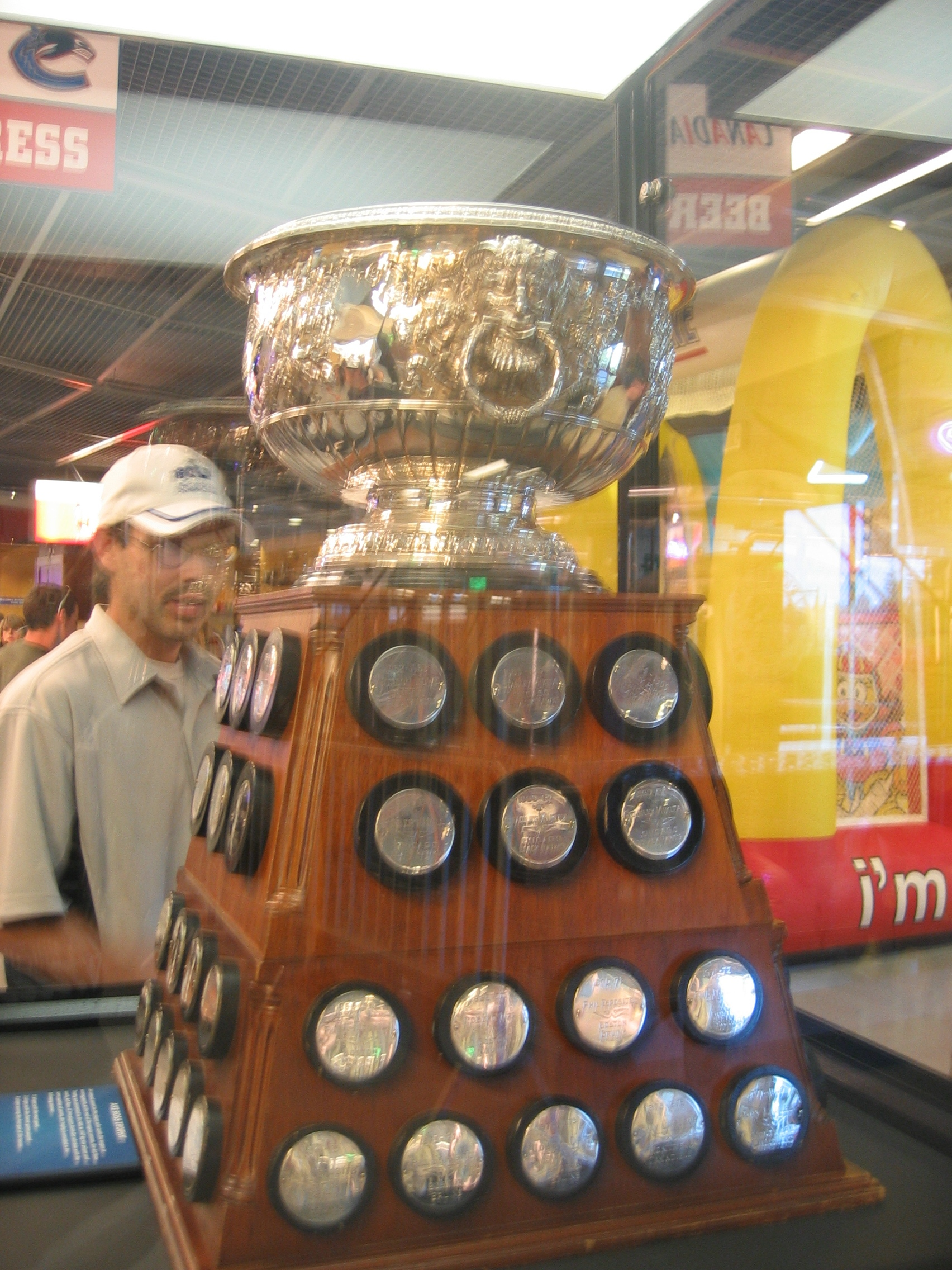
Trofej Art Ross Trophy

Art Ross Trophy je trofej udělovaná v zámořské NHL vítězi kanadského bodování.

## Historie
Dlouhá léta byli v ledním hokeji evidováni pouze autoři branek. Teprve ve druhé polovině desátých let minulého století se rodina Patrickových postarala o změnu, když začala v PCHA připisovat po bodu i hráčům, kteří na branku přihrávali. NHL toto pravidlo přijala až ve své druhé sezoně a tak se v jejích análech objevilo oblíbené "kanadské bodování" v ročníku 18/19. Vítěz tohoto bodování pak získal vždy jakousi prémii, ale na svou trofej soutěž čekala marně. Až v roce 1941 věnoval manažer Boston Bruins – Art Ross pro NHL podivnou polévkovou mísu, která se podle něj měla stát putovní cenou pro nejlepšího střelce a nahrávače. Vypsání trofeje s sebou neslo i vypsání zvýšené prémie a NHL v té době bojovala o holé přežití, proto vedení ligy nepřijalo trofej zrovna nadšeně. Proto se trofej dočkala svého prvního vítěze až po sedmi letech, v roce 1948. Art Ross Trophy je jen jedna z mála trofejí, o níž se rozhoduje přímo na ledě. Při shodném výsledku dvou či více hráčů rozhoduje nejprve vyšší počet vstřelených branek, pak nižší počet sehraných zápasů a pokud ani toto nerozhodne, tak se lepším stává ten, kdo v sezoně vstřelil branku dříve.

## Vítězové kanadského bodování NHL
Před zavedením trofeje
- 1918 – Joe Malone, Montreal Canadiens
- 1919 – Newsy Lalonde, Montreal Canadiens
- 1920 – Joe Malone, Montreal Canadiens
- 1921 – Newsy Lalonde, Montreal Canadiens
- 1922 – Punch Broadbent, Ottawa Senators
- 1923 – Babe Dye, Toronto St. Patricks
- 1924 – Cy Denneny, Ottawa Senators
- 1925 – Babe Dye, Toronto St. Patricks
- 1926 – Nels Stewart, Montreal Maroons
- 1927 – Bill Cook, New York Rangers
- 1928 – Howie Morenz, Montreal Canadiens
- 1929 – Ace Bailey, Toronto Maple Leafs
- 1930 – Cooney Weiland, Boston Bruins
- 1931 – Howie Morenz, Montreal Canadiens
- 1932 – Harvey Jackson, Toronto Maple Leafs
- 1933 – Bill Cook, New York Rangers
- 1934 – Charlie Conacher, Toronto Maple Leafs
- 1935 – Charlie Conacher, Toronto Maple Leafs
- 1936 – Dave Schriner, New York Americans
- 1937 – Dave Schriner, New York Americans
- 1938 – Gordie Drillon, Toronto Maple Leafs
- 1939 – Toe Blake, Montreal Canadiens
- 1940 – Milt Schmidt, Boston Bruins
- 1941 – Bill Cowley, Boston Bruins
- 1942 – Bryan Hextall, New York Rangers
- 1943 – Doug Bentley, Chicago Blackhawks
- 1944 – Herbie Cain, Boston Bruins
- 1945 – Elmer Lach, Montreal Canadiens
- 1946 – Max Bentley, Chicago Blackhawks
- 1947 – Max Bentley, Chicago Blackhawks

Po zavedení trofeje
(Z) – sezóna zkrácena kvůli stávce
| Art Ross Trophy - (vítěz kanadského bodování) |                      |                               |      |
| Sezóna                                        | Vítěz                | Tým                           | Bodů |
| 1947–1948                                     | Elmer Lach           | Montreal Canadiens            | 61   |
| 1948–1949                                     | Roy Conacher         | Chicago Black Hawks           | 68   |
| 1949–1950                                     | Ted Lindsay          | Detroit Red Wings             | 78   |
| 1950–1951                                     | Gordie Howe          | Detroit Red Wings             | 86   |
| 1951–1952                                     | Gordie Howe          | Detroit Red Wings             | 86   |
| 1952–1953                                     | Gordie Howe          | Detroit Red Wings             | 95   |
| 1953–1954                                     | Gordie Howe          | Detroit Red Wings             | 81   |
| 1954–1955                                     | Bernie Geoffrion     | Montreal Canadiens            | 75   |
| 1955–1956                                     | Jean Beliveau        | Montreal Canadiens            | 88   |
| 1956–1957                                     | Gordie Howe          | Detroit Red Wings             | 89   |
| 1957–1958                                     | Dickie Moore         | Montreal Canadiens            | 84   |
| 1958–1959                                     | Dickie Moore         | Montreal Canadiens            | 96   |
| 1959–1960                                     | Bobby Hull           | Chicago Black Hawks           | 81   |
| 1960–1961                                     | Bernie Geoffrion     | Montreal Canadiens            | 95   |
| 1961–1962                                     | Bobby Hull           | Chicago Black Hawks           | 84   |
| 1962–1963                                     | Gordie Howe          | Detroit Red Wings             | 86   |
| 1963–1964                                     | Stan Mikita          | Chicago Black Hawks           | 89   |
| 1964–1965                                     | Stan Mikita          | Chicago Black Hawks           | 87   |
| 1965–1966                                     | Bobby Hull           | Chicago Black Hawks           | 97   |
| 1966–1967                                     | Stan Mikita          | Chicago Black Hawks           | 97   |
| 1967–1968                                     | Stan Mikita          | Chicago Black Hawks           | 87   |
| 1968–1969                                     | Phil Esposito        | Boston Bruins                 | 126  |
| 1969–1970                                     | Bobby Orr            | Boston Bruins                 | 120  |
| 1970–1971                                     | Phil Esposito        | Boston Bruins                 | 152  |
| 1971–1972                                     | Phil Esposito        | Boston Bruins                 | 133  |
| 1972–1973                                     | Phil Esposito        | Boston Bruins                 | 130  |
| 1973–1974                                     | Phil Esposito        | Boston Bruins                 | 145  |
| 1974–1975                                     | Bobby Orr            | Boston Bruins                 | 135  |
| 1975–1976                                     | Guy Lafleur          | Montreal Canadiens            | 125  |
| 1976–1977                                     | Guy Lafleur          | Montreal Canadiens            | 136  |
| 1977–1978                                     | Guy Lafleur          | Montreal Canadiens            | 132  |
| 1978–1979                                     | Bryan Trottier       | New York Islanders            | 134  |
| 1979–1980                                     | Marcel Dionne        | Los Angeles Kings             | 137  |
| 1980–1981                                     | Wayne Gretzky        | Edmonton Oilers               | 164  |
| 1981–1982                                     | Wayne Gretzky        | Edmonton Oilers               | 212  |
| 1982–1983                                     | Wayne Gretzky        | Edmonton Oilers               | 196  |
| 1983–1984                                     | Wayne Gretzky        | Edmonton Oilers               | 205  |
| 1984–1985                                     | Wayne Gretzky        | Edmonton Oilers               | 208  |
| 1985–1986                                     | Wayne Gretzky        | Edmonton Oilers               | 215  |
| 1986–1987                                     | Wayne Gretzky        | Edmonton Oilers               | 183  |
| 1987–1988                                     | Mario Lemieux        | Pittsburgh Penguins           | 168  |
| 1988–1989                                     | Mario Lemieux        | Pittsburgh Penguins           | 199  |
| 1989–1990                                     | Wayne Gretzky        | Los Angeles Kings             | 142  |
| 1990–1991                                     | Wayne Gretzky        | Los Angeles Kings             | 163  |
| 1991–1992                                     | Mario Lemieux        | Pittsburgh Penguins           | 131  |
| 1992–1993                                     | Mario Lemieux        | Pittsburgh Penguins           | 160  |
| 1993–1994                                     | Wayne Gretzky        | Los Angeles Kings             | 130  |
| 1994–1995 (Z)                                 | Jaromír Jágr         | Pittsburgh Penguins           | 70   |
| 1995–1996                                     | Mario Lemieux        | Pittsburgh Penguins           | 161  |
| 1996–1997                                     | Mario Lemieux        | Pittsburgh Penguins           | 122  |
| 1997–1998                                     | Jaromír Jágr         | Pittsburgh Penguins           | 102  |
| 1998–1999                                     | Jaromír Jágr         | Pittsburgh Penguins           | 127  |
| 1999–2000                                     | Jaromír Jágr         | Pittsburgh Penguins           | 96   |
| 2000–2001                                     | Jaromír Jágr         | Pittsburgh Penguins           | 121  |
| 2001–2002                                     | Jarome Iginla        | Calgary Flames                | 96   |
| 2002–2003                                     | Peter Forsberg       | Colorado Avalanche            | 106  |
| 2003–2004                                     | Martin St. Louis     | Tampa Bay Lightning           | 94   |
| 2004–2005                                     | Neudělena pro stávku | -                             | -    |
| 2005–2006                                     | Joe Thornton         | Boston Bruins/San Jose Sharks | 125  |
| 2006–2007                                     | Sidney Crosby        | Pittsburgh Penguins           | 120  |
| 2007–2008                                     | Alexandr Ovečkin     | Washington Capitals           | 112  |
| 2008–2009                                     | Jevgenij Malkin      | Pittsburgh Penguins           | 113  |
| 2009–2010                                     | Henrik Sedin         | Vancouver Canucks             | 112  |
| 2010–2011                                     | Daniel Sedin         | Vancouver Canucks             | 104  |
| 2011–2012                                     | Jevgenij Malkin      | Pittsburgh Penguins           | 109  |
| 2012–2013 (Z)                                 | Martin St. Louis     | Tampa Bay Lightning           | 60   |
| 2013–2014                                     | Sidney Crosby        | Pittsburgh Penguins           | 104  |
| 2014–2015                                     | Jamie Benn           | Dallas Stars                  | 87   |
| 2015–2016                                     | Patrick Kane         | Chicago Blackhawks            | 106  |
| 2016–2017                                     | Connor McDavid       | Edmonton Oilers               | 100  |
| 2017–2018                                     | Connor McDavid       | Edmonton Oilers               | 108  |
| 2018–2019                                     | Nikita Kučerov       | Tampa Bay Lightning           | 128  |
| 2019–2020                                     | Leon Draisaitl       | Edmonton Oilers               | 110  |
| 2020–2021                                     | Connor McDavid       | Edmonton Oilers               | 105  |
| 2021–2022                                     | Connor McDavid       | Edmonton Oilers               | 123  |
| 2022–2023                                     | Connor McDavid       | Edmonton Oilers               | 153  |
| 2023–2024                                     | Nikita Kučerov       | Tampa Bay Lightning           | 144  |
| 2024–2025                                     | Nikita Kučerov       | Tampa Bay Lightning           | 121  |
| Zdroj na eliteprospects.com                   |                      |                               |      |